# Judeogruzijski
Judeogruzijski jezik (ISO 639-3: jge), jezik gruzijske skupine kartvelske porodice jezika, kojim govore Gruzijski Židovi (ქართველი ებრაელები). Na području Gruzije žive odvojeno od Aškenaskih Židova, a u Izrael sele 1970-tih pa ga tamo u suvremeno vrijeme govori oko (59 800; 2000) ljudi, znatno više nego u Gruziji, gdje taj broj iznosi oko (20 000; 1995).

## Vanjske poveznice
- Ethnologue (14th)
- Ethnologue (15th)